# ジャイロン (紋章学)

ジャイロン
Argent, a gyron Gules.

ジャイロン（英: Gyron, Giron、仏: Giron）は、紋章学における、シールド又はフィールドの中心点（フェス・ポイント）を頂点のひとつとする三角形のチャージである。オーディナリーのうち、サブオーディナリーに分類されることもある。

## 解説
ジャイロンは、単独で用いられることは非常に稀で、ほとんどの場合ジャイロニーという形でフィールドの模様として描かれる。文献によっては、ジャイロニーという語はあってもジャイロンという語がそもそも紋章学上の用語として登場しないこともある。一方、ジャイロンをチャージとして定義せず、放射状の模様、すなわちジャイロニーとして扱っていることもあり、逆にジャイロニーという語が登場しないこともあるほか、ジャイロン及びジャイロニーという語が両方とも登場しないこともある。

### 定義
ジャイロンはシールドのデキスター・チーフ側の隅と、フェス・ポイントを通過するデキスター側のシールドの辺の垂線との交点を頂点とする直角三角形と解釈されることが多く、そのような図を掲載している文献も数多くあるが、8分割以外のジャイロニーでは直角三角形にならないことから、頂点のひとつが直角であることを必ずしも求めないこともある。直角三角形の場合は、クォーターをベンドワイズ方向の対角線（フェス・ポイントとシールドの隅とを結ぶ対角線）で半分に分割したものの下半分と定義されていることがある。

### ジャイロニー

ジャイロニー
Gyronny of eight Argent and Gules.

ジャイロニー（英: Gyronny, Gironny, Gironnée,仏: Gironné）は、フェス・ポイントを中心として、放射状にフィールドを等しい角度で3つ以上の複数の領域に分割したものである。
通例、紋章記述では gyronny of eight, Aegent and Gules. のようにジャイロニーの語の後に分割数と塗り分けるティンクチャーを金属色、原色から1つずつ、計2つ指定する。紋章記述の「上から順に記述する」という原則にのっとり、デキスター・チーフのクォーターに着目した場合にその上半分の色を先に、下半分を後に記述する。これを反対にすれば、色分けは反転する（45度ずつ回転する）。
分割数は偶数であり、8分割がもっとも多く、6、10、12分割でほとんどを占め、理屈の上では可能ではあるものの、それ以上の分割をした紋章の例は極めて稀と言ってよい。5分割以下の偶数である4分割や2分割は別の表現があるため、ジャイロニーとは記述されない。分割数を省略して、単に gyronny とだけ記述した場合は8分割とされ、クォータリーとパー・サルタイアーの複合を意図しているものと解釈される。また、6分割の場合は、パー・フェスとパー・サルタイアーの複合とも解釈される。

## 適用例

アーガイル公の紋章

ジャイロニーが用いられている紋章でもっとも有名な例は、 Gyronny of eight Or and Sable. という記述を持つスコットランドのキャンベル氏族のものである。キャンベル家の分家では、オーアとセーブルを別のティンクチャーに置き換えたジャイロンに別のチャージを重ねたものをチャージしているものがある。